# Doodstraf in China

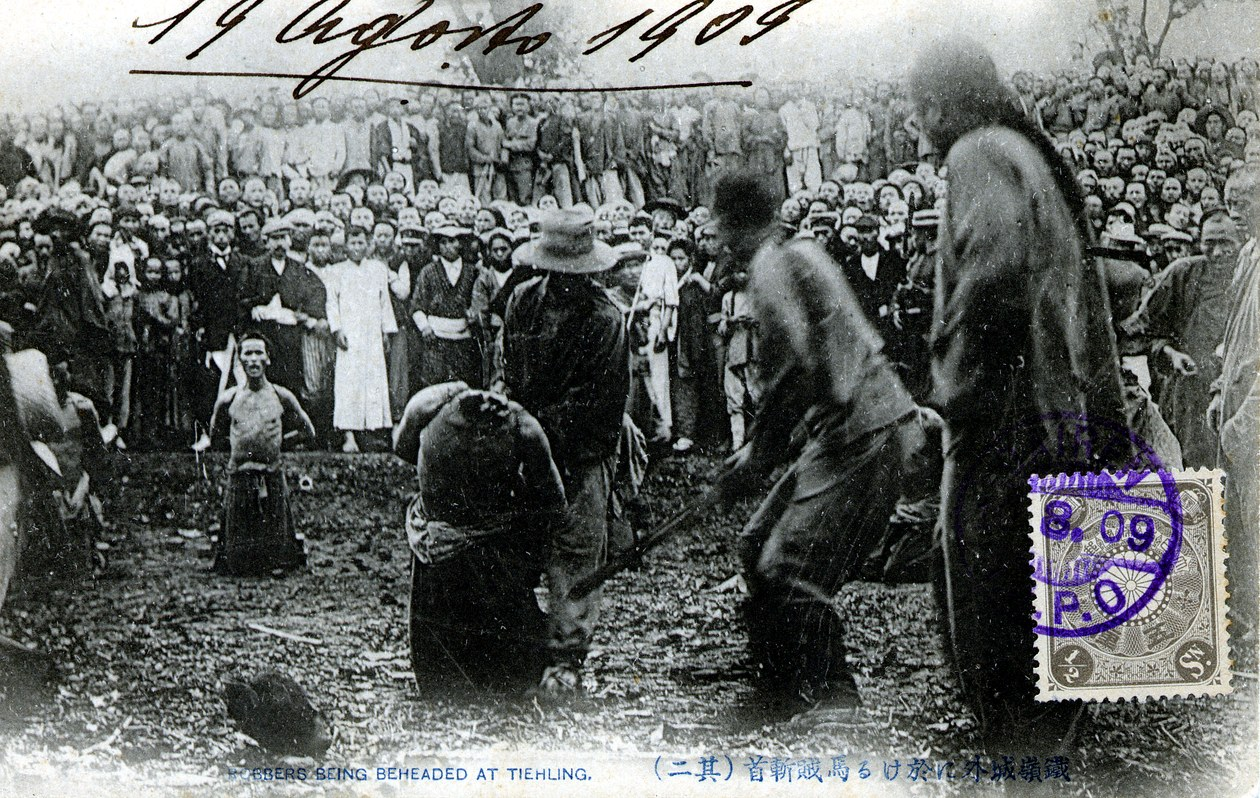
Onthoofding van rovers te Tiehling in 1909

In China wordt de doodstraf meer toegepast dan in alle andere landen van de wereld samen. Het precieze aantal executies is staatsgeheim, maar voor zover bekend werden in China in 2005 in totaal 1770 mensen terechtgesteld, maar mogelijk ligt het aantal jaarlijkse terechtstellingen rond de acht- tot tienduizend.
China kent de doodstraf als straf voor onder meer voor moord, drugshandel, vrouwenhandel, handel in bedreigde diersoorten en belastingfraude. China kent naast de doodstraf ook de voorwaardelijke doodstraf. Dit houdt in dat iemand de doodstraf krijgt waarbij de uitvoering twee jaar wordt uitgesteld. Gedraagt de veroordeelde zich in deze tijd goed, dan wordt de doodstraf omgezet in een levenslange gevangenisstraf.
De laatste jaren gaan steeds meer stemmen op om minder gebruik te maken van de doodstraf. Zo kan de doodstraf alleen nog maar opgelegd kan worden door hogere rechtbanken en is in 1997 de doodstraf voor minderjarigen afgeschaft (alhoewel in 2003 nog een 18-jarige jongen is terechtgesteld voor een misdaad gepleegd op 16-jarige leeftijd). In 2011 nam het Nationaal Congres een amendement aan waarmee het aantal misdrijven dat met de dood bestraft kan worden werd gereduceerd van 68 naar 55. Later dat jaar riep het Hooggerechtshof van China de lagere rechtbanken op om vooral voorwaardelijke doodstraffen uit te spreken, en werkelijke doodvonnissen te reserveren voor een kleine groep van de allerzwaarste misdadigers.
In China kan de doodstraf worden toegepast door middel van de kogel of een dodelijke injectie.